# 2640 Hällström
2640 Hällström là một tiểu hành tinh vành đai chính với chu kỳ quỹ đạo là 1355,9467588 ngày (3,71 năm).
Tiểu hành tinh này do Liisi Oterma phát hiện tại Turku ngày 18.3.1941.